# Moerbeke (Geraardsbergen)
Moerbeke is een dorp in de Belgische provincie Oost-Vlaanderen en een deelgemeente van Geraardsbergen, het was een zelfstandige gemeente tot aan de gemeentelijke herindeling van 1977. Naast het centrum zelf ligt in het noorden nog het gehucht Atembeke. De plaats ligt in de Denderstreek.
In het noordoosten ligt het Raspaillebos, het bos waar onder meer de bende van Jan de Lichte zich zou hebben verscholen.
Wielrenners kennen het Raspaillebos vooral van de legendarische Bosberg die het bos doormidden snijdt. De kern van Moerbeke ligt zo'n 3,5 km ten ZO van het stadscentrum van Geraardsbergen.

## Geschiedenis
De eerste vermeldingen van dit dorp zijn terug te vinden in de periode van 1142-1149 als Morbecca. Morbecca is afgeleid van het Germaanse "mora" (turf) en "baki" (beek).
In de Romeinse tijd deed een via regia het dorp aan. Het bewijs daarvan werd geleverd toen in 1806 enkele Romeinse penningen werden opgegraven.
De parochie behoorde toe aan de abdij van Sint-Winoksbergen maar ging in 1164 over op de abdij van Vorst.
In Moerbeke en omgeving woonden in de zestiende eeuw veel calvinisten.  In 1578 plunderden zij de Sint Antoniuskerk van Moerbeke.  In 1589 vluchtte een groep Calvinisten, opgejaagd door een groep Katholieken uit Lessen in de kerk.  De Lessenaars sloten de kerk can buiten af en staken haar in brand.  Informatie over het aantal verbrande Calvinisten lijkt nergens te vinden.  In 1676 werd door onbekenden brand gesticht in de herstelde kerk.
Eind 16e en begin 17e eeuw stonden een aantal mensen uit Moerbeke - Atembeke en Deux Acres terecht wegens hekserij. Anna Persoons, een 75-jarige, gehuwde vrouw uit Atembeke was de laatste vrouw die in 1608 in het Land van Aalst als heks verbrand werd.
https://www.slideshare.net/slideshow/anna-persoons-de-heks-van-atembeke-geraardsbergen/269882178
In Moerbeke vestigde zich rond 1670 aan de voet van het Raspaillebos een Dominicanenvicariaat, nadat het Mariabeeld van een kluizenaar voorwerp was geworden van mysterieuze gebeurtenissen. Bedevaarders kwamen massaal naar het Raspaillebos. Het vicariaat, dat afhing van het Dominicanenklooster van Brussel, werd na de Franse Revolutie opgeheven. De gebouwen werden verkocht en later afgebroken. Enkel het voorportaal van het vroegere vicariaat bleef bestaan en werd omgebouwd tot de huidige kapel.
In de ochtend van 19 juni 1929 vond in het station van Viane-Moerbeke een treinramp plaats.
De trein was op weg van Geraardsbergen naar Edingen en Charleroi en reed even voor het station in op een ontspoorde locomotief. De balans was zwaar: 9 doden en 20 gewonden, waaronder heel wat kompels op weg naar hun werk.

## Bezienswaardigheden
- De Onze-Lieve-Vrouw van het Raspailleboskapel
- De Onze-Lieve-Vrouw-Hemelvaartkerk

## Natuur en landschap
Moerbeke ligt in de Vlaamse Ardennen op een hoogte van 20-107 meter. Ten zuiden van de dorpskom loopt de Mark in westelijke richting. Natuurgebieden zijn: Arduinbos, Rietbeemd en Markvallei.

## Demografische ontwikkeling
- Bronnen:NIS, Opm:1831 tot en met 1970=volkstellingen; 1976 = inwoneraantal op 31 december

## Bekende personen
Moerbeke is mogelijk de geboorteplaats van Willem van Moerbeke. Deze dominicanermonnik leefde in de dertiende eeuw en vertaalde heel wat antieke werken over filosofie, geneeskunde en astronomie van het Grieks naar het Latijn. Op verzoek van Thomas van Aquino vertaalde hij ook de volledige werken van Aristoteles.
In Atembeke, Moerbeke, woonde de in Overboelare geboren Anna Persoons, een krachtige Persoonlijkheid die in 1608 als laatste heks in het Land van Aalst verbrand werd.    https://www.slideshare.net/slideshow/anna-persoons-de-heks-van-atembeke-geraardsbergen/269882178

## Toerisme
Door dit dorp loopt onder meer de Denderroute zuid en Denderende Steden.

## Sport
In Moerbeke speelt de voetbalclub FC Eendracht Moerbeke.

## Nabijgelegen kernen
Atembeke, Sint-Paulus, Viane, Overboelare